# Matheus Saldanha
Matheus Bonifacio Saldanha Marinho (ur. 18 sierpnia 1999 w Uberabie) – brazylijski piłkarz występujący na pozycji napastnika, od 2024 roku zawodnik węgierskiego Ferencvárosu.